# Vermara neglecta
Vermara neglecta är en insektsart som beskrevs av Irena Dworakowska 1980. Vermara neglecta ingår i släktet Vermara och familjen dvärgstritar. Inga underarter finns listade i Catalogue of Life.